# Blackpink: Озаряя небо
«Blackpink: Озаряя небо» (англ. Blackpink: Light Up The Sky; стилизуется как «BLACKPINK: Light Up The Sky) — документальный фильм корейско-американского продюсера Кэролайн Су о южнокорейской гёрл-группе Blackpink и их пути к славе. Фильм был выпущен через две недели после выхода первого полноформатного альбома группы и описан The New York Times как «трогательный документальный фильм, описывающий индивидуальность каждой участницы».
«Blackpink: Озаряя небо» был выпущен по всему миру 14 октября 2020 года на Netflix. Это первый документальный фильм Blackpink и первый оригинальный проект сервиса, связанный с корейской музыкой.

## Сюжет
Участницы корейской женской группы BLACKPINK рассказывают о трудном пути мечтаний и испытаний, который привел их к головокружительному успеху.

## В ролях
| Актёр          | Роль               |
| -------------- | ------------------ |
| Джису Ким      | В роли самой себя  |
| Дженни Ким     | В роли самой себя  |
| Розанна Пак    | В роли самой себя  |
| Лалиса Манобан | В роли самой себя  |
| Тедди Пак      | В роли самого себя |

## Создание
«Феномен к-попа охватил весь земной шар, и Blackpink, возможно, стали самой узнаваемой и популярной женской группой в мире. Доверительные отношения Кэролайн Су с Джису, Дженни, Розэ и Лисой предлагают органичные и честные моменты, которые дают зрителям подлинный взгляд изнутри на жизнь Blackpink, а также самоотверженность и изнурительную подготовку, которую каждая участница вкладывает в каждую хитовую песню, историческое выступление и аншлаговый тур. Мы очень рады донести их историю до поклонников по всему миру.»
Режиссёром документального фильма стала Кэролайн Су, одним из продюсеров — Кара Монс, а компанией, занимающейся производством — RadicalMedia. Проект попал в руки Су благодаря Netflix, которые на тот момент уже начали работу по развитию своего первого к-поп проекта. Съёмки фильма происходили в два этапа: осенью 2019 года и в феврале 2020 года, до начала пандемии новой коронавирусной инфекции. Архивные видео Blackpink с периода их стажировки были представлены YG Entertainment. Кэролайн Су сказала, что фильм «очеловечивает всех членов Blackpink и что люди могут видеть их как трёхмерных людей, а не просто этих идолов или икон».
Во время пресс-конференции, приуроченной к выходу фильма, Розэ сказала, что его название было придумано во время съёмок в студии звукозаписи; также строчка «Light up the sky» есть в сингле «How You Like That».

## Продвижение
Впервые фильм был анонсирован 8 сентября через социальные сети Blackpink и Netflix, трейлер представили 5 октября.
13 октября с помощью видеоконференции Кэролайн связалась с Blackpink, где они выступили на пресс-конференции.

## Восприятие публики
Фильм стал № 1 в 28 странах из 78 доступных для показа.